# HD 47536 b
HD 47536 b (بالإنجليزية: HD 47536 b)‏ الذي يرمز له بالرمز HD 47536b، هو كوكب خارج المجموعة الشمسية، في كوكبة الكلب الأكبر، يتبع HD 47536 ‏.

## الاكتشاف
اكتشف في 22 يناير 2003.